# L'Homme au grand manteau
Pour plus de détails, voir Fiche technique et Distribution.
L'Homme au grand manteau est un film français réalisé par Georges Denola, sorti en 1911.

## Fiche technique
- Titre : L'Homme au grand manteau
- Réalisation : Georges Denola
- Scénario :
- Photographie :
- Montage :
- Producteur :
- Société de production : Société cinématographique des auteurs et gens de lettres (S.C.A.G.L)
- Société de distribution :  Pathé Frères
- Pays d'origine :  France
- Langue : film muet avec les intertitres en français
- Format : Noir et blanc — 35 mm — 1,33:1 — Muet
- Genre :
- Métrage :
- Durée :
- Dates de sortie :
  -  France : 1911

## Distribution
- Louis Ravet
- Henri Étiévant
- Blanche Albane
- Georges Saillard
- Cécile Barré
- Paul Landrin
- Émile André
- Émile Saint-Ober
- Georges Paulais
- Henry Valbel
- Albert Caudieux
- Gaston Prika
- Jacques Faivre
- Édouard Delmy
- Octave Hillairet
- Mady Delson
- Herman Grégoire
- Fernand Tauffenberger fils
- Anthonin
- Enner
- Foucher
- Cambey
- Renoux
- Madame Ravet
- Bébé Siméon